# 超ぽじてぃぶ! ファイターズ
『超ぽじてぃぶ!ファイターズ』（ちょうぽじてぃぶ ファイターズ）は、2004年4月4日から2006年3月26日までテレビ東京・テレビ北海道で毎週日曜日17時15分から17時20分に放送されていた、北海道日本ハムファイターズを題材にしたアニメ番組。実在のプロ野球チームを題材にしたアニメ番組としては、2020年時点ではこれが最後に放送された作品である。日本ハムの一社提供。

## 概要
1996年から2004年3月まで同枠で放送されていたファイターズ情報番組「超野球ファイターズ」が、ファイターズの北海道移転に伴い大幅にリニューアルし、ショートアニメとなった。同時に北海道でのネットを開始した。原作は第2シリーズまでの監督である白土武。開始当初のストーリーは一話完結であったが、次第に連続性を重視するようになっていった。
ファイターズの選手を実名で登場させ、北海道のファンへの浸透を図ることが主目的でシーズン中は公式戦試合日程の告知が表示された。それに加え、タイトルの「超ぽじてぃぶ!」からもわかるように、どんな苦境に陥ってもくよくよしない、前向きに進んでゆくことの大事さを、野球を通して伝えていく。
登場人物も2〜3頭身が基本で子供向けショートアニメの体裁をとっているが、シリーズを追うごとに、『無駄に熱い登場人物』、『子供には分からないような小ネタ・パロディの挿入』、「ルールをほとんど無視した試合展開がなされる」、「登場人物が超人的能力を身に付ける」、「一部登場人物が過激な発言を繰り返したため出演停止になる」など『普通ではありえない展開が起こる』といった要素が次第に盛り込まれてゆき、結果的には2分半ながらもクオリティの高い作品に仕上がっている。中にはアニメ本編で起こった出来事が、現実で本当に起こってしまったものがある。
特に、岸誠二が監督に就任してからは上記の部分が色濃く出ており、さらに並木のり子が一人で九人、羽豆幸子が13人のキャラクターを演じ分け（同時では両者とも一人八役が最大）、ついには岸監督がこちらが「真の超ぽじ」と語る松本剛彦を作画監督に据えたチームティルドーン制作回と、その他の回とでは全く別物といえるほどの作画の出来に差が出てしまうという珍事も発生した。
2024年時点でソフト化および動画配信化はされておらず、一般視聴は困難である。

## シリーズ概要
本作品は半年間で1シリーズの構成であり、合計4つのシリーズに分かれている。
2004年4月 - 2004年9月 （シリーズ名なし、通称「無印シリーズ」）
デフォルメされたファイターズ選手達が活躍。一話完結形式でギャグコメディの面が強い。このシリーズ内の放送であった「日本一」で白井一幸コーチが「2006年の日本シリーズのスタメン表」なるメモ書きを落とすシーンがある。はからずもその2006年の日本シリーズにファイターズは25年ぶりに出場することになった。またこの話でのファイターズが10連勝、プレーオフで連勝というヒルマン監督の理想も2年後の2006年に現実となっており日本一に輝き、北海道に初めて日本シリーズのペナントがわたった。なお白井コーチが落としたメモの中の選手はすでに全員日本ハムを退団している。
同年10月 - 2005年3月 「闘魂野球伝」シリーズ
謎の野球チーム・スーパーデビルが世界中の子供達から奪っていった「野球魂」を取り戻すため、ファイターズの選手達が立ち上がる。基本的にはギャグであるものの、このシリーズからストーリー性が強くなってくる。
2005年4月 - 同年9月 「燃えるぜ焼けるぜ！」シリーズ
北海道の少年・ダイ率いる野球チームが、ファイターズと野球で対決するという特典を得るため、少年野球トーナメントに参加する。野球少年やファイターズ選手達との熱い友情を描く。
第14話でこの話が製作された2005年4月末時点でほとんど一軍登板の無かった岩本勉が本塁打を放つが、7月4日のこの回の放送を待たずに5月21日の読売ジャイアンツ戦で本当に本塁打を打ってしまった。
同年10月 - 2006年3月 「11魔人！」シリーズ
ファイターズの選手達が誘拐された！？ダイ達は11魔人に戦いを挑み、ファイターズの選手達を取り戻そうとする。なお、このシリーズに登場する11魔人は、交流戦を意識したもので、もちろんファイターズ以外の11球団がモチーフとなっている。

## 登場人物
キャラ紹介文は「燃えるぜ焼けるぜ！」シリーズ以降のものである。

### ファイターズ選手
「闘魂野球伝」までは明確な主人公は立てずメインキャラとして活躍。「燃えるぜ焼けるぜ!」シリーズからは作中の随所でダイ達にヒントを与え続ける先輩的な役割が多くなる。
小笠原道大（声：斉藤次郎）
ファイターズの主力打者にしてダイのライバル。
トレイ・ヒルマン（声：近藤広務）
言わずと知れたファイターズの監督。片言の怪しい日本語で喋り、通訳がついているが、かえって訳（？）が少しおかしくなることがある。
「燃えるぜ焼けるぜ！」シリーズ以降は不可思議な行動が目立つようになるが、それは高田GMの操り人形であったことが「11魔神！篇」の冒頭にて判明。本物が最終回で登場し、このときは普通に日本語を喋っていた。
フェルナンド・セギノール（声：原田晃）
ファイターズの頼れる4番。
そのマッチョな体格でミナミのハートをメロメロにした。
田中幸雄（声：牛村友哉）
ファイターズを長年支えてきた大ベテラン。しかし小学生から事あるごとに「幸雄」と呼び捨てにされてしまっている。
岩本勉（声：矢部雅史）
エースナンバー18を背負う男(当時)でムードメーカー。しかし移転後の登板数の少なさからダイやまー君はおろか物知りのじぃにすら認識されていなかった。
他、ファイターズにまつわる人物多数。
オレンジャー（声：藤井啓輔）
目の回りに「∞」マークが入っているオレンジ色の戦隊物風の覆面をした選手。
小笠原と一緒にいるが、奇声に近い声を発するだけでちゃんと喋ることはない。
最初のシリーズでは覆面がとれた状態で出演していたが、モデルの新庄剛志が肖像権の関係で出演が不可能になったため「燃えるぜ焼けるぜ！」シリーズから登場した。

### 「燃えるぜ焼けるぜ！」シリーズ以降のオリジナルキャラ

#### 超ぽじ小チームおよび関係者
「燃えるぜ焼けるぜ！」シリーズから登場。超ぽじ小チームのユニフォームは試合に勝ち進むごとに形状が変化し、最初は白い一般的なユニフォームであったが、話が進むにつれて各人物のイメージにあったデザイン、カラーリングに変わっていく。また、試合の際には特殊なサングラスをかけて臨む。このサングラスは試合中の体力や精神状態が「ポジティブパワー」として反映されているらしく、「ポジティブモード」になると強いパワーを発揮できる。（逆に「ネガティブモード」になると力が発揮されないどころか精神的に弱くなってしまうことがある。）
ダイ（声：並木のり子）
ポジションは三塁手（「11魔人！篇」で一郎登場後は二塁手)。赤いチョンマゲのような髪型が特徴で、一人称は「オレッチ」。「あつあつジューシーに焼き上がるぜ！」が口癖の熱血漢。
小笠原やセギノールに対決を挑むが返り討ちに遭い、超ぽじ小チームを結成して再挑戦を果たす。「燃えるぜ焼けるぜ！」シリーズ以降の事実上の主人公。
何かにつけて北海道の方言で「馬鹿もの」や「悪がき」を表す「たくらんけ！」と言う癖がある。
物語が進むにつれ、どんな状況に陥っても決してあきらめない心を身に付け最終回ではそれが大きく表れた。
ミナミ（声：並木のり子）
ポジションはレフト。髪はピンク色のポニーテール。
ダイを除く超ぽじ小チームの中では比較的セリフが多く、状況説明などを行うこともある。筋肉好きだが、ダイのことも好きである模様。
過激な言動が過ぎて一度ナナミ、ミーナ共々出演禁止を食らってしまった。
フルパワーモードになると顔がオバンドーになる。
ナナミ（声：並木のり子）
ポジションはライト。髪は赤でツインテール。ミナミが喋り終わった後「そうそうその通り」と相槌を打つ係。そのほかの言葉も発するが専らミナミに続く。
例外的にンなだに続くこともあるが、この場合もミーナが「にゃ〜ん」と続く事がほとんどで、ミーナが続かないケースで言葉を発したのは11魔人！篇第2話で「まかせて！」と発したときなどごくわずかである。
ミーナ（声：並木のり子）
ポジションはセンター。猫耳＋尻尾がついており、ナナミの後に「にゃーん」と喋ることが多い。なお、この3人の一連の流れが同じ岸監督のマジカノ第9話、最終話やギャラクシーエンジェる〜ん第2話にてパロディにされている。
言動からして最早人間ではなく猫そのもので、ほぼ全ての発言が猫語だが一度だけミナミがンなだに対して「そうそうその通り」と言ってしまったとき「へ！？」と喋っている（さらにナナミが「にゃ〜ん」と続いたため、セリフを奪われ「ふにゃ〜」と涙するしか無かった）。
まーくん（声：並木のり子）
ポジションは投手でアンダーハンド気味のサイドスロー。巨大なアフロヘアが特徴。
いつも爺やを従えているところから推測するに金持ちのボンボン。
ファイターズの選手が現れたとき、じぃにあれは誰かと質問する係。
ンなだ（声：並木のり子）
ポジションは捕手。かなりの大食漢であり巨漢。
いつも腹がユニフォームからはみ出している。
後に同じく岸が監督を務めるギャラクシーエンジェる～んやRe:␣ ハマトラにパロディキャラが登場している。
サブロー（声：並木のり子）
ポジションは二塁手。シローの兄（双子）。髪の毛の色は濃緑。始終涙を流している。
シローとはよく「サブシロ」とまとめて呼ばれている。
「11魔人！篇」ではシロー共々牛魔人のタックルに遭い凍り漬けにされてしまい、それ以降最終回でファイターズ選手とともに助け出されるまで出番がなかった。
シロー（声：並木のり子）
ポジションは遊撃手。サブローの弟（双子）。髪の毛の色は青緑。始終涙を流している。
サブローとはよく「サブシロ」とまとめて呼ばれている。
「11魔人！篇」ではサブロー共々牛魔人のタックルに遭い凍り漬けにされてしまい、それ以降最終回でファイターズ選手とともに助け出されるまで出番がなかった。
ケンタロー（声：中原健太郎）
ポジションは一塁手。しかし「燃えるぜ！焼けるぜ！」シリーズの後半になるまで喋ることはおろか姿を見せることすらなかった。現在でも謎が多く放送終了まですべての謎が解明されることはなかった。
じぃ（声：大竹宏）
まーくんの執事で、ファイターズ関係者が現れると誰かと聞いてくるマー君に教える係。
普段はまーくんのアフロの中になぜかある書斎に入っているほか、機械の身体を持っている。
一郎（声：藤井啓輔）
ポジションは三塁手。サブシロと次郎の兄（双子）。髪の毛の色は濃緑。人呼んで「技のイチロー」
始終ではないがサブシロより激しい涙を流している。
次郎とともに敷島の滝や地球岬などで小笠原、オレンジャーらの特訓のもと11魔人の技を打ち破る訓練を積んできた。
次郎（声：矢部雅史）
ポジションは二塁手。サブシロの兄で一郎の弟（双子）。髪の毛の色は黄色。人呼んで「力のジロー」
始終ではないがサブシロより激しい涙を流している。
一郎とともに敷島の滝や地球岬などで小笠原、オレンジャーらの特訓のもと11魔人の技を打ち破る訓練を積んできた。
ナミ（声：並木のり子）
ミナミ、ナナミ、ミーナがピンチの時に現れる、レオタードとくノ一スタイルを合わせたような、薄紫色の髪の色気たっぷりの美人。
3人が「ナミお姉様」と慕っている。かつてこの3人に厳しいトレーニングを課していた。
セギノールの筋肉が好きで、ミナミの筋肉好きもナミ譲りとも思われる。
病弱でいつもひどい咳をしており、最終回を待たずにドロップアウトしてしまった。
ギャラクシーエンジェる〜んでは第2話に「ブランド姉さん」として登場、最終回のラストカットにも顔を見せている。

#### 「燃えるぜ焼けるぜ！シリーズ」でのライバル達
剛球くん（声：牛村友哉）
強肩くん（声：近藤広務）
重球くん（声：原田晃）
韋駄天くん（声：羽豆幸子）
鉄壁くん（声：羽豆幸子）
謎チーム
決勝戦でファイターズへの挑戦権をかけて超ぽじ小チームと戦った。
DAI（声：羽豆幸子）
ダイの対極。キャプテン。その後11魔人篇にも登場した。
しーちゃん（声：羽豆幸子）
まーくんの対極。巨大なリーゼントの中に婆や（声：大竹宏）が住んでいる。
ソなだ（声：羽豆幸子）
ンなだの対極。
小太郎（声：羽豆幸子）
ミナミの対極。ポジティブパワーなら負けないと言いながらも弱々しい。
小次郎（声：羽豆幸子）
ナナミの対極。小太郎に「そうだといいなぁ」と弱々しく続ける。
小吾郎（声：羽豆幸子）
ミーナの対極。こちらは犬耳で、小次郎に「わぉぉぉぉぉん」と弱々しく続く。
ヒトミ（声：羽豆幸子）
サブローの対極。フタバの姉（双子）。髪の毛の色はピンク。王女様のようなティアラを付けている。フタバとは禁断の仲。
フタバ（声：羽豆幸子）
シローの対極。ヒトミの妹（双子）。髪の毛の色は緑。王女様のようなティアラを付けている。ヒトミとは禁断の仲。

#### 「11魔人！篇」に出てきた魔人
牛魔人（声：牛村友哉）
バッファローマンの顔だけが牛になった感じの外見。
外野へのヒットで出塁すると一塁上で寝たふりをして油断を誘い、一気に二塁上の野手にタックルを仕掛けるえげつない手を使う。
獅子魔人（声：植倉大）
白いライオンの頭の形をしたきぐるみに人が入っているというやや投げやりなデザイン。しかしライオンの方が本体である。
ポジションは投手で、本塁突入したランナーの体中のツボを虎魔人とともに押しまくることで戦闘意欲を喪失させるえげつない手を使う。
虎魔人（声：矢部雅史）
縦縞衣装を着た横山やすしにネコミミが生えたという外見。関西弁で喋り、「怒るでしかし」が口癖。
ポジションは捕手で、本塁突入したランナーの体中のツボを獅子魔人とともに押しまくることで戦闘意欲を喪失させるえげつない手を使う。
鷲魔人（声：羽豆幸子）
11魔人の紅一点でレオタード着用の美人なお姉さん。耳のある位置に翼が生えている。
空高く舞い上がり、角度の大きいボールを投げ込むため打者は非常に打ちにくい。
その色気でミナミから人気を奪ってしまった。
鴎魔人（声：藤井啓輔）
見た目も言動もサーファー。波乗りジョニー(ジョニー＝モチーフになった球団の人気選手のニックネーム)から来ている模様。
鷹魔人（声：斉藤次郎）
髪の毛が寂しい孫悟空。ソフトバンクの孫正義オーナーと、ハゲタカを掛けた模様。
燕魔人（声：植倉大）
水色のユニフォームを着て、燕を模った帽子を被っている。
毎度他の魔人にトークを遮られる役回りだが、遮る人が居なくなるとレイザーラモンHG張りに良く叫ぶ。
星魔人（声：牛村友哉）
袖に飾りのついた衣装とローラースケートを装着し、頭にモチーフになった球団のマスコットの形をした被り物をしている。
竜魔人（声：原田晃）
金の鯱型。投球時に閃光を放ちながら体が開き、中から出てきた投手が投球するため打者は目がくらんで投球が見えないというえげつない技を使う。
鯉魔人（声：大竹宏）
鯉の被り物をしている変な人。語尾に「だわさ」と付ける事が多い。ピンチに陥った超ぽじ小の面々に茶々を入れるが、それで魔人の弱点をポロリとバラしてしまう事も。
実は本体は鯉の方で、昔は子供の遊びとして一般的だった野球がサッカーやバスケットボール、テニスに取って代わられてしまったことを嘆いていた。
巨大魔人（声：近藤広務）
とにかくでかい。元ネタはモチーフになった球団に在籍していた事もあるジャイアント馬場。
他の10人の魔神達を騙して世界征服を企んでいた。
本気になると後ろに巨大な人物の影が現れる。
自身ほどではないが巨大な8人の魔人「八大魔人」を従え、北海道全体を野球場にしてダイ達を迎え撃った。八大魔人は以下の通り。
巨漢（声：大竹宏）
名前のままの巨漢で大食い。
巨砲（声：植倉大）
SFアニメに出てきそうなスペースガンマン。
巨峰（声：羽豆幸子）
ブドウを擬人化したような美少女。
巨万（声：原田晃）
ハマキをくわえた大金持ち。
巨岩（声：牛村友哉）
外見はモアイ像に人の体が付いただけ。
巨乳（声：羽豆幸子）
グラマーな美人で、やや色黒。巨峰とともにミナミから目の敵にされた。
巨星（声：矢部雅史）
星飛雄馬のような「大リーグボール養成ギプス」を付けた熱血野球少年。
巨匠（声：斉藤次郎）
なぜか頭に映画のカメラが着いた映画監督。
下っ端（声：原田晃）
文字通りの下っ端で黒い体で顔に「下」と書かれている。

## スタッフ
- 原作 - 白土武
- 企画協力 - 北海道日本ハムファイターズ、エノキフィルム
- 監督 - 白土武（闘魂野球伝まで）→岸誠二（燃えるぜ焼けるぜ！シリーズから）
- 構成 - 山野辺一記（闘魂野球伝まで）→三井秀樹（燃えるぜ焼けるぜ！シリーズから）
- キャラクターデザイン - 篠原健二
- 美術監督 - 佐藤ヒロム、宮越歩、佐南友理
- 音響効果 - 奥田維城
- 音響制作 - オフィス薫、トライアングルプロダクション
- 編集 - デジタルスタジオ・ジャパン
- アニメーション制作 - トランス・アーツ
- アニメーションプロデューサー - 今成英司
- プロデューサー - 武石英三、郷司尚良
- 製作 - テレビ東京、I&S BBDO、エノキフィルム

## 主題歌
「Funky Fighters」久保田利伸- 未CD化